# 蒙自野丁香
蒙自野丁香（学名：Leptodermis tomentella）为茜草科野丁香属下的一个种。

## 扩展阅读
- 維基物種上的相關：蒙自野丁香